# Алексеев, Евгений Николаевич (физик)
Евгений Николаевич Алексеев — российский учёный в области физики космических лучей, доктор физико-математических наук, лауреат Государственной премии РФ (1998).

## Биография
Родился 11 сентября 1940 г.
С 1971 г. работает в Институте ядерных исследований (ИЯИ), с 1985 по 1999 г. начальник Баксанской нейтринной обсерватории (на правах зав. отделом), с 2000 г. — главный научный сотрудник Отдела лептонов высоких энергий и нейтринной астрофизики (ОЛВЭНА).
Лауреат Государственной премии РФ (1998) — за создание Баксанской нейтринной обсерватории и исследования в области нейтринной астрофизики, физики элементарных частиц и космических лучей.
Скончался 1 октября 2021 г.
Награды: орден Трудового Красного Знамени (1979), медаль «Ветеран Труда» (1986), медаль «В память 850-летия Москвы» (1997), премия имени академика М. А. Маркова (2007).